# Welingrad (gmina)
Welingrad (bułg. Община Велинград) – gmina w południowo-zachodniej Bułgarii, w obwodzie Pazardżik.

## Miejscowości
Miejscowości wchodzące w skład gminy Welingrad:
- Abłanica (bułg.: Aбланица),
- Alendarowa (bułg.: Aлендарова),
- Birkowa (bułg.: Биркова),
- Bozjowa (bułg.: Бозьова),
- Butrewa (bułg.: Бутрева),
- Cwetino (bułg.: Цветино),
- Czołakowa (bułg.: Чолакова),
- Dołna Dybewa (bułg.: Долна Дъбева),
- Draginowo (bułg.: Драгиново),
- Gorna Birkowa (bułg.: Горна Биркова),
- Gorna Dybewa (bułg.: Горна Дъбева),
- Graszewo (bułg.: Грашево),
- Jundoła (bułg.: Юндола),
- Kandowi (bułg.: Кандови),
- Krystawa (bułg.: Кръстава),
- Medeni polani (bułg.: Медени поляни),
- Paszowi (bułg.: Пашови),
- Pobit kamyk (bułg.: Побит камък),
- Rochlewa (bułg.: Рохлева),
- Sweta Petka (bułg.: Света Петка),
- Syrnica (bułg.: Сърница),
- Welingrad (bułg.: Велинград) − siedziba gminy,
- Wranenci (bułg.: Враненци),
- Wsemirci (bułg.: Всемирци).